# Castell de Seta
El castell de Seta o castell de la Costurera és un castell situat a 2 km a l'est del municipi de Balones (el Comtat), sobre un tossal a la serra d'Almudaina.

## Història
El castell, d'origen musulmà, està datat al segle xi, encara que nombroses troballes ceràmiques del segle xii s'han trobat a la zona. Al tossal on es troba el castell també s'ha documentat presència humana a l'edat del bronze i ocupació romana als segles II i III.
La primera referència escrita que es té del castell diu que aquest castell i el de Xeroles són venuts el 22 de maig de 1258 a Golzalvo Ferrández de Medrano per 1200 besants. També, el 4 d'abril de 1259 se li dona una ordre a Gonzalvo Ferrández, alcaid de Cheroles, perquè retinga les rendes del castell amb una quantitat superior a l'oferta pel millor postor. El 6 de març de 1270, Jaume I dona a Bella i al seu fill Roger de Llúria, les propietats del castell de Xeroles i Seta com a heretat franca.

## Estat actual
El castell, en ruïna, té un perímetre emmurallat de planta poligonal, amb sis torres de planta quadrada bastides en tàpia de maçoneria. Dues torres situades a la part alta de la fortificació foren construïdes en època cristiana sobre les antigues torres musulmanes. Una d'elles té forma semicircular, amb 8 metres d'alçada, sent aquesta la fita superior en alçada del castell.
Adossat a la torre semicircular, s'hi troba un recinte quadrangular, on probablement s'hi trobava l'antiga església de Sant Francesc.